# العلاقات الإريترية التنزانية
العلاقات الإريترية التنزانية هي العلاقات الثنائية التي تجمع بين إريتريا وتنزانيا.

## مقارنة بين البلدين
هذه مقارنة عامة ومرجعية للدولتين:
| وجه المقارنة                                              | إريتريا                                      | تنزانيا                        |
| --------------------------------------------------------- | -------------------------------------------- | ------------------------------ |
| المساحة (كم2)                                             | 117.60 ألف                                   | 947.30 ألف                     |
| عدد السكان (نسمة)                                         | 6.33 مليون                                   | 57.31 مليون                    |
| الكثافة السكانية (ن./كم²)                                 | 53.83                                        | 60.5                           |
| العاصمة                                                   | أسمرة                                        | دودوما                         |
| اللغة الرسمية                                             | اللغة التغرينية، اللغة العربية، لغة إنجليزية | اللغة السواحلية، لغة إنجليزية  |
| العملة                                                    | ناكفا                                        | شيلينغ تانزاني                 |
| الناتج المحلي الإجمالي (بليون دولار)                      | 2.61 مليار                                   | 52.09 مليار                    |
| الناتج المحلي الإجمالي (تعادل القوة الشرائية) بليون دولار |                                              | 138.73 مليار                   |
| الناتج المحلي الإجمالي الاسمي للفرد دولار أمريكي          |                                              | 878                            |
| الناتج المحلي الإجمالي للفرد دولار أمريكي                 |                                              | 2.54 ألف                       |
| مؤشر التنمية البشرية                                      | 0.391                                        | 0.521                          |
| رمز المكالمات الدولي                                      | +291                                         | +255                           |
| رمز الإنترنت                                              | .er                                          | .tz                            |
| المنطقة الزمنية                                           | ت ع م+03:00                                  | ت ع م+03:00، توقيت شرق أفريقيا |

## منظمات دولية مشتركة
يشترك البلدان في عضوية مجموعة من المنظمات الدولية، منها:
| علم المنظمة | اسم المنظمة                                 | تاريخ انضمام إريتريا | تاريخ انضمام تنزانيا |
| ----------- | ------------------------------------------- | -------------------- | -------------------- |
|             | مؤسسة التمويل الدولية                       | 11 أكتوبر 1995       | 10 سبتمبر 1962       |
|             | منظمة حظر الأسلحة الكيميائية                | ?                    | ?                    |
|             | البنك الإفريقي للتنمية                      | ?                    | ?                    |
|             | يونسكو                                      | 2 سبتمبر 1993        | 6 مارس 1962          |
|             | الأمم المتحدة                               | 28 مايو 1993         | 14 ديسمبر 1961       |
|             | الاتحاد الدولي للاتصالات                    | 6 أغسطس 1993         | 31 أكتوبر 1962       |
|             | منظمة الشرطة الجنائية الدولية               | ?                    | ?                    |
|             | البنك الدولي للإنشاء والتعمير               | 6 يوليو 1994         | 10 سبتمبر 1962       |
|             | الاتحاد البريدي العالمي                     | ?                    | ?                    |
|             | مؤسسة التنمية الدولية                       | 6 يوليو 1994         | 6 نوفمبر 1962        |
|             | الاتحاد الأفريقي                            | ?                    | 16 يناير 1964        |
|             | وكالة ضمان الاستثمار متعدد الأطراف          | 10 سبتمبر 1996       | 19 يونيو 1992        |
|             | مجموعة دول أفريقيا والكاريبي والمحيط الهادئ | ?                    | ?                    |

## وصلات خارجية
- موقع وزارة الخارجية التنزانية